# João Guilherme Friso, Príncipe de Orange
João Guilherme Friso de Nassau (Johan Willem Friso van Nasceu) (4 de Agosto de 1687 - 14 de Julho de 1711) foi estatuder da Frísia e Príncipe de Orange. Morreu afogado num naufrágio.
João Guilherme era filho do Conde Henrique Casimiro II de Nassau-Dietz e da princesa Amélia de Anhalt-Dessau. Sucedeu no Principado de Orange em 1702, de acordo com as disposições testamentárias de Guilherme III, Príncipe de Orange (também rei de Inglaterra).
Casou em Cassel a 26 de abril de 1709 com a condessa Maria Luísa de Hesse-Cassel, de quem teve dois filhos:
- Ana Carlota Amália Friso (1710-1777), Princesa de Nassau, casou com o príncipe Frederico de Baden-Durlach.
- Guilherme Carlos Henrique Friso (1711-1751), póstume, que lhe sucedeu no Principado de Orange.[2]